# Baltazar Leguizamón
Baltazar Leguizamón (La Luisa, 11 de agosto de 2000) es un piloto de automovilismo argentino. En 2018 obtuvo el título de Atlantic Championship Series y fue subcampeón del Campeonato de F3 de las Américas.
En 2025 fue anunciada su incorporación al equipo estadounidense Joey Gase Motorsports para disputar parte de la NASCAR Xfinity Series al volante de un Chevrolet Camaro.
Es hijo del expiloto Alejandro Leguizamón.

## Resumen de carrera
| Temporada | Categoría                                 | Equipo                                   | Carreras     | Victorias    | Poles        | VR           | Podios       | Puntos       | Pos.         |
| --------- | ----------------------------------------- | ---------------------------------------- | ------------ | ------------ | ------------ | ------------ | ------------ | ------------ | ------------ |
| 2015      | Fórmula 4 Sudamericana                    | —                                        | 9            | 0            | 0            | 0            | 4            | 125          | 6.º          |
| 2016      | Fórmula 4 Sudamericana                    | —                                        | 6            | 1            | 0            | 0            | 3            | 72           | 10.º         |
| 2016      | Campeonato de Estados Unidos de Fórmula 4 | Momentum Motorsports GMV/MVM Motorsports | 14           | 0            | 0            | 0            | 2            | 72           | 6.º          |
| 2017      | Campeonato de Estados Unidos de Fórmula 4 | MVL Motorsports                          | 20           | 1            | 0            | 0            | 2            | 104          | 5.º          |
| 2018      | Atlantic Championship Series              | k-Hill Motorsports                       | 13           | 10           | 8            | 5            | 13           | 600          | 1.º          |
| 2018      | Campeonato de F3 de las Américas          | Global Racing Group                      | 17           | 2            | 1            | 0            | 14           | 276          | 2.º          |
| 2019      | Campeonato de F3 de las Américas          | Global Racing Group                      | 8            | 0            | 0            | 0            | 5            | 100          | 7.º          |
| 2019      | Top Race Series                           | InBest Racing                            | 6            | 0            | 0            | 0            | 0            | 28           | 17.º         |
| 2020      | TC Mouras                                 | DM Team                                  | 7            | 0            | 0            | 0            | 0            | 133.50       | 25.º         |
| 2021      | Top Race V6                               | Pfening Competición                      | 20           | 0            | 0            | 0            | 3            | 66           | 11.º         |
| 2021      | TC Mouras                                 | DM Team by Galarza                       | 6            | 0            | 0            | 0            | 0            | 124          | 28.º         |
| 2022      | Top Race V6                               | DM Team                                  | 6            | 0            | 0            | 0            | 1            | 13           | 18.º         |
| 2022      | TC2000                                    | FS Motorsport                            | 1            | 0            | 0            | 0            | 0            | 0            | 23.º         |
| 2023      | TC Mouras                                 | DM Team                                  | 15           | 0            | 0            | 0            | 2            | 440.5        | 11.º         |
| 2024      | TC Pista                                  | DM Team                                  | 13           | 0            | 0            | 0            | 0            | 172          | 28.º         |
| 2025      | NASCAR Xfinity Series                     | Joey Gase Motosports                     | Disputándose | Disputándose | Disputándose | Disputándose | Disputándose | Disputándose | Disputándose |
| Fuente:   |                                           |                                          |              |              |              |              |              |              |              |